# Songthela sinensis
Songthela sinensis är en spindelart som först beskrevs av Bishop och Crosby 1932.  Songthela sinensis ingår i släktet Songthela och familjen ledspindlar. Inga underarter finns listade i Catalogue of Life.